# アルバン・エボンド
アルバン・エボンド（Albin Ebondo, 1984年2月23日 - ）は、フランス・ブーシュ＝デュ＝ローヌ県マルセイユ出身のサッカー選手。ポジションはディフェンダー。コンゴ共和国にルーツを持つ。

## 経歴
オリンピック・マルセイユの下部組織に所属した後、トゥールーズFCでプロデビューした。

## 所属クラブ
- トゥールーズFC 2001-2010
- ASサンテティエンヌ 2010-2012